# Maria (песня Blondie)
«Maria» — песня американской рок-группы Blondie, выпущенная 1 февраля 1999 года в качестве первого сингла из седьмого студийного альбома No Exit. «Maria» стала первым коммерческим синглом Blondie с момента релиза «War Child» в 1982 году.
Песня заняла 82 место в Billboard Hot 100, в то время как в других американских чартах Hot Dance Club Songs и Adult Top 40 композиция разместилась на 3-й и 14-й строчке соответственно. В национальном хит-параде Великобритании «Maria» заняла лидирующую позицию, тем самым став шестым синглом группы, занявшим 1-е место UK Singles Chart. Песня также заняла ведущие позиции в чартах Австралии, Бельгии, Германии, Ирландии, Швеции и Швейцарии.

## О сингле
Песня была написана клавишником Blondie Джимми Дестри, которому также принадлежит один из ранних хитов группы — «Atomic (song)». Строка «…like a millionaire/walking on imported air» ранее была использована в другой композиции Blondie — «Walk Like Me», написанной Дестри для альбома 1980 года Autoamerican.
В Великобритании сингл был выпущен в виде двух CD: первый содержал различные ремиксы заглавной композиции «Maria», а второй, помимо всего прочего, — концертные версии песни «Screaming Skin» (с альбома No Exit) и первого хит-сингла Blondie, «In the Flesh», записанных в ходе промотура No Exit Tour.
Музыкальное видео на песню было снято клипмейкером, который использовал псевдоним «Алан Смити», распространённый среди режиссёров, желающих остаться неизвестными.
В 2014 году песня была включена в сборник Greatest Hits Deluxe Redux, который стал частью 2-дискового издания под названием Blondie 4 (0) Ever, включавшего в себя 10-й студийный альбом Ghosts of Download. Этот релиз был приурочен к 40-летию группы.

## Списки композиций изданий сингла
| №  | Название                                               | Длительность |
| -- | ------------------------------------------------------ | ------------ |
| 1. | «Maria» (радиоверсия)                                  | 4:09         |
| 2. | «Maria» (Soul Solution Remix (радиоверсия))            | 4:08         |
| 3. | «Maria» (Soul Solution Remix (редактированная версия)) | 4:39         |

| №  | Название                             | Длительность |
| -- | ------------------------------------ | ------------ |
| 1. | «Maria» (радиоверсия)                | 4:09         |
| 2. | «Screaming Skin» (концертная версия) | 6:05         |
| 3. | «In the Flesh» (концертная версия)   | 2:56         |

| №  | Название                              | Длительность |
| -- | ------------------------------------- | ------------ |
| 1. | «Maria» (радиоверсия)                 | 4:09         |
| 2. | «Maria» (Talvin Singh Rhythmic Remix) | 7:26         |

| №  | Название                                    | Длительность |
| -- | ------------------------------------------- | ------------ |
| 1. | «Maria» (радиоверсия)                       | 4:09         |
| 2. | «Maria» (Soul Solution Remix (радиоверсия)) | 4:08         |

| №  | Название                                                       | Длительность |
| -- | -------------------------------------------------------------- | ------------ |
| 1. | «Maria» (Soul Solution Full Remix)                             | 9:27         |
| 2. | «Maria» (Talvin Singh Remix)                                   | 7:27         |
| 3. | «Maria» (Talvin Singh Rhythmic Remix (редактированная версия)) | 4:39         |
| 4. | «Maria» (альбомная версия)                                     | 4:51         |

| №  | Название                                                       | Длительность |
| -- | -------------------------------------------------------------- | ------------ |
| 1. | «Maria» (Soul Solution Full Remix)                             | 9:27         |
| 2. | «Maria» (Soul Solution Bonus Beats)                            | 9:27         |
| 3. | «Maria» (Talvin Singh Remix (редактированная версия))          | 7:27         |
| 4. | «Maria» (Talvin Singh Rhythmic Remix (редактированная версия)) | 4:39         |
| 5. | «Maria» (альбомная версия)                                     | 4:51         |

| №  | Название                  | Длительность |
| -- | ------------------------- | ------------ |
| 1. | «Maria» (Ether Dub)       |              |
| 2. | «Maria» (White Trash Dub) |              |

| №  | Название                                    | Длительность |
| -- | ------------------------------------------- | ------------ |
| 1. | «Maria» (радиоверсия)                       | 4:12         |
| 2. | «Maria» (альбомная версия)                  | 4:51         |
| 3. | «Maria» (Soul Solution Remix (радиоверсия)) | 4:08         |

| №  | Название                                    | Длительность |
| -- | ------------------------------------------- | ------------ |
| 1. | «Maria» (радиоверсия)                       | 4:09         |
| 2. | «Maria» (Talvin Singh Rhythmic Remix)       | 7:26         |
| 3. | «Maria» (Soul Solution Remix (радиоверсия)) | 4:08         |
| 4. | «Maria» (альбомная версия)                  | 4:51         |
| 5. | «Best Music From Blah Blah Blah» (семплер)  | 7:03         |